# 赫爾辛基自由車場
赫爾辛基自由車場（芬蘭語：Helsingin Velodromi）是一座位於芬蘭赫爾辛基的室外自由車、美式足球和曲棍球場。這座受保護的功能主義建築由希爾丁·埃克倫德設計。

## 歷史
車場興建於1938年至1940年，為1940年夏季奧林匹克運動會而建，該屆奧運會因第二次世界大戰而取消。戰後，1952年夏季奧林匹克運動會場地自由車和曲棍球項目都於此舉行。自行車館承辦了奧運會的四項自由車賽和整個曲棍球賽。原本的建築在比賽期間被認為不夠用，很快就建造了額外的空間來容納運動員和媒體。還建造了一些臨時座位以增加容量。